# Frauke Dirickx
Frauke Dirickx (Halle, 3 januari 1980) is een Belgisch voormalig volleybalster. Ze speelde als spelverdeelster. 

## Levensloop
Dirickx startte met volleybal op achtjarige leeftijd bij Saco Halle. In 1996 maakte ze de overstap naar Isola Tongeren en het daaropvolgende seizoen kwam ze uit voor kwam ze uit voor Kärcher Herentals. Met deze club werd ze in 1999 landskampioen en won ze het volgende seizoen de Supercup. 
Vervolgens was ze aan de slag bij tal van Italiaanse, Spaanse, Roemeense, Poolse en Turkse teams. Ze werd onder meer landskampioen van Turkije (Fenerbahce, 2010), Roemenië (Gelati, 2009) en Spanje (Murcia, 2007). In juli 2016 sloot ze haar actieve volleybalcarrière af bij het Turkse Bursa BBSK Ze verzamelde meer dan 250 selecties voor de Belgische nationale volleybalploeg.
In 2022 ontving de Kontichse een 'lifetime Achivement Award' van de CEV.